# 青木太郎
青木 太郎（あおき たろう、1908年〈明治41年〉7月31日 - 1977年〈昭和52年〉）は、昭和期の歯科医師、政治家。中野市長。元中野市長の青木一は長男。

## 来歴
長野県下高井郡延徳村大字三ツ和（現・中野市三ツ和）で、元長野県議会議員の青木賢一郎と千代の長男として生まれた。青木家は代々松代藩の庄屋を勤役した旧家。
旧制長野中学（現・長野県長野高等学校）を経て、日本歯科医学専門学校（現・日本歯科大学）卒業後、東京帝国大学医学部修了（選科生）。帰郷し、中野で歯科医院を開業した。1937年（昭和12年）に応召し、1946年（昭和21年）陸軍大尉で復員した。
1947年（昭和22年）長野県議会議員に選出され2期在任。この間、1951年（昭和26年）長野県監査委員、1954年（昭和29年）中野市農業委員会委員を務めた。
1958年（昭和33年）8月、中野市長選挙に当選し、1992年（昭和37年）8月まで1期務めた。1970年（昭和45年）8月に中野市長に再選され、病のため1977年（昭和52年）6月、2期目の途中で辞職した。在任中は市役所支所の統廃合、新制中学校、市営運動場、市民体育館、中央公民館等の建設、畑地灌漑事業、篠井川排水工事の竣工、下水道の整備などを実施した。また北信地域広域行政組合長、北信保健衛生施設組合長、長野県中野土地改良区理事長などを歴任した。

## 家族
青木家
- 曽祖父・五左衛門（庄屋）[6]
- 祖父・彦兵衛（元長野県会議長、延徳村元村長）[6]
- 父・賢一郎（正七位、陸軍中尉、県参事会員、長野県会議員）[6]
- 母・千代（鳩慶社銀行取締役・古田與一郎の妹）[8]
- 長男・一（元中野市長）[4]
- 長女・一子[4]